# 小行星22276
小行星22276（22276 Belkin）是一颗绕太阳运转的小行星，为主小行星带小行星。该小行星于1982年10月21日发现。

## 轨道参数
小行星22276的轨道半长轴为2.6253976 UA，离心率为0.338。